# روبرت هيوز (ممثل)
روبرت هيوز (بالإنجليزية: Barnard Hughes)‏ (و. 1915 – 2006 م) هو ممثل تلفزي، وممثل أفلام، وممثل مسرحي، من الولايات المتحدة الأمريكية، ولد في نيويورك، توفي في نيويورك، عن عمر يناهز 91 عاماً.

### أوائل مسيرته المهنية
بدأ هيوز التمثيل كعضو بشركة The shakespeare Fellowship، ليكون أول ظهور له كممثل سنة 1934، و استمر بعد ذلك بلعب أكثر من 400 دور، إلا أنه لم ينل الشهرة حتى بلوغه منتصف العمر عندما أضحى يمنح أدوار رجال السلطة.

## التعليم
تعلم في Manhattan University ‏.

## جوائز وترشيحات
حصل على جوائز منها:
- جائزة توني لأفضل ممثل في مسرحية [الإنجليزية]‏ (1978)
- جائزة إيمي.

ترشح لـ:
- جائزة توني لأفضل ممثل في مسرحية [الإنجليزية]‏ (1973).

## وصلات خارجية
- روبرت هيوز على موقع IMDb (الإنجليزية)
- روبرت هيوز على موقع ألو سيني (الفرنسية)
- روبرت هيوز على موقع أول موفي (الإنجليزية)
- روبرت هيوز على موقع قاعدة بيانات برودواي على الإنترنت (الإنجليزية)
- روبرت هيوز على موقع قاعدة بيانات الأفلام السويدية (السويدية)
- روبرت هيوز على موقع إن إن دي بي (الإنجليزية)
- روبرت هيوز على موقع ديسكوغز (الإنجليزية)
- روبرت هيوز على موقع قاعدة بيانات الفيلم (الإنجليزية)
- روبرت هيوز على موقع كينوبويسك (الروسية)